# Wereldkampioenschap voetbal 2014 (halve finale) Nederland - Argentinië
Dit artikel gaat over de  halve finale tussen Nederland en Argentinië die gespeeld werd op woensdag 9 juli 2014 tijdens het wereldkampioenschap voetbal 2014. Op dezelfde dag werden geen andere wedstrijden op het WK gespeeld.

## Voorafgaand aan de wedstrijd
- Nederland stond bij aanvang van het toernooi op de vijftiende plaats van de FIFA-wereldranglijst. Het daalde vanaf de zomer van 2011 vrijwel continu op de lijst, met als dieptepunt de vijftiende positie in april 2014. Nederland stond niet meer zo laag genoteerd sinds juli 2002, het jaar van het wereldkampioenschap waarvoor Nederland zich niet kwalificeerde. In mei en juni 2014 bleef het elftal als vijftiende gerangschikt.[1] Daarmee was Nederland het negende land op de zonale ranglijst, achter Griekenland.
- Nederland speelde in de groepsfase in groep B drie wedstrijden, die het allemaal won. De eerste wedstrijd tegen Spanje won Nederland met 1-5, de tweede wedstrijd tegen Australië won Nederland met 2-3 en de laatste wedstrijd tegen Chili werd met 2-0 wederom door Nederland gewonnen. Daarna ging het land door naar de achtste finales. Nederland won daarin van Mexico met 2-1. Door deze overwinning kwam het land tegenover Costa Rica te staan in de kwartfinale. Nederland won die wedstrijd met één penalty meer, nadat de landen met 0-0 gelijk hadden gespeeld.
- Argentinië staat bij aanvang van het toernooi op de vijfde plaats van de wereldranglijst. Argentinië stond tussen oktober 2007 en juni 2008 op de eerste positie, maar daalde de daaropvolgende maanden sterk. Het land kwam uiteindelijk in februari 2012 op de elfde positie, waarna Argentinië begon te stijgen tot zijn huidige plaats. Sinds begin van 2014 daalde het land twee posities.[2] Eén ander bij de CONMEBOL aangesloten land wist in juni 2014 op de ranglijst een betere positie te bemachtigen; dat was Brazilië.
- Argentinië speelde in de groepsfase in groep F drie wedstrijden, die het allemaal winnend afsloot. De eerste wedstrijd tegen Bosnië en Herzegovina won Argentinië met 2-1, de tweede wedstrijd tegen Iran won het land met 1-0 en laatste wedstrijd tegen Nigeria werd met 2-3 door Argentinië gewonnen. Daarna ging Argentinië door naar de achtste finales waarin ze met 1-0 van Zwitserland wonnen. Door die winst kwam Argentinië terecht in de kwartfinale tegen België. Die wedstrijd won Argentinië met 1-0.
- Deze landen speelden acht keer eerder tegen elkaar. Van die wedstrijden won Nederland er vier, Argentinië er één en werden er drie gelijkgespeeld. De Nederlanders wisten in totaal 13 keer in het doel van de Argentijnen te scoren; andersom gebeurde dat zes keer.[3]
- Nadat er onduidelijkheid was over de fitheid van Ron Vlaar is er een uur voor de wedstrijd toch beslist om hem op te stellen. Ook Nigel de Jong is teruggekeerd van zijn liesblessure.

## Wedstrijdgegevens
| Datum                | 9 juli 2014                   | 9 juli 2014                   |
| Wedstrijdnummer      | 62                            | 62                            |
| Stadion              | Arena de São Paulo, São Paulo | Arena de São Paulo, São Paulo |
| Toeschouwers         | 63.267                        | 63.267                        |
| Scheidsrechter       | Cüneyt Çakır                  | Cüneyt Çakır                  |
| Assistenten          | Bahattin Duran Tarik Ongun    | Bahattin Duran Tarik Ongun    |
| Vierde official      | Jonas Eriksson                | Jonas Eriksson                |
| Man van de wedstrijd | Sergio Romero                 | Sergio Romero                 |
|                      | Nederland                     | Argentinië                    |
| Doelpunten           | 0 (2)                         | 0 (4)                         |
| Gele kaarten         | 2                             | 1                             |
| Rode kaarten         | 0                             | 0                             |
| Wissels              | 3                             | 3                             |
| Schoten op doel      | 3                             | 5                             |
| Schoten naast doel   | 4                             | 3                             |
| Overtredingen        | 15                            | 10                            |
| Hoekschoppen         | 4                             | 4                             |
| Buitenspel           | 4                             | 4                             |
| Balbezit (%)         | 54                            | 46                            |

| Nederland | 0 – 0 (2 - 4 n.s.)            | Argentinië |
| Ron Vlaar Arjen Robben Wesley Sneijder Dirk Kuijt | goals (assists) strafschoppen | Lionel Messi Ezequiel Garay Sergio Agüero Maxi Rodríguez |
| Louis van Gaal | bondscoach                    | Alejandro Sabella |
| Jasper Cillessen Ron Vlaar Stefan de Vrij Bruno Martins Indi 46' Daley Blind Nigel de Jong 62' Robin van Persie 96' Wesley Sneijder Arjen Robben () Dirk Kuijt Georginio Wijnaldum | opstellingen                  | Sergio Romero Ezequiel Garay Pablo Zabaleta Lucas Biglia 81' Enzo Pérez 82' Gonzalo Higuaín Lionel Messi Javier Mascherano Martín Demichelis Marcos Rojo 99' Ezequiel Lavezzi |
| Daryl Janmaat 46' Jordy Clasie 62' Klaas-Jan Huntelaar 96' | wissels                       | 81' Rodrigo Palacio 82' Sergio Agüero 99' Maxi Rodríguez |
| Bruno Martins Indi 45' Klaas-Jan Huntelaar 105' | gele kaarten                  | 49' Martín Demichelis |

## Televisie
De wedstrijd is het best bekeken tv-programma aller tijden in Nederland. Gemiddeld 9,1 miljoen mensen keken vanuit Nederland naar de wedstrijd. Het aantal kijkers is heel opvallend, omdat de wedstrijd pas om 22:00 begon.

## Wedstrijden
| Groepswedstrijden      |                       |                         |                       |                         |                        |                        |                         |
| Groep A                | Groep B               | Groep C                 | Groep D               | Groep E                 | Groep F                | Groep G                | Groep H                 |
| Brazilië – Kroatië     | Spanje – Nederland    | Colombia - Griekenland  | Uruguay – Costa Rica  | Zwitserland – Ecuador   | Argentinië – Bosnië    | Duitsland – Portugal   | België – Algerije       |
| Mexico – Kameroen      | Chili – Australië     | Ivoorkust – Japan       | Engeland – Italië     | Frankrijk – Honduras    | Iran – Nigeria         | Ghana – U.S.A.         | Rusland – Zuid-Korea    |
| Kameroen – Kroatië     | Australië – Nederland | Japan – Griekenland     | Italië – Costa Rica   | Honduras – Ecuador      | Nigeria – Bosnië       | U.S.A. – Portugal      | Zuid-Korea – Algerije   |
| Brazilië – Mexico      | Spanje – Chili        | Colombia – Ivoorkust    | Uruguay – Engeland    | Zwitserland – Frankrijk | Argentinië – Iran      | Duitsland – Ghana      | België – Rusland        |
| Kameroen – Brazilië    | Australië – Spanje    | Japan – Colombia        | Italië – Uruguay      | Honduras – Zwitserland  | Nigeria – Argentinië   | U.S.A. – Duitsland     | Zuid-Korea – België     |
| Kroatië – Mexico       | Nederland – Chili     | Griekenland – Ivoorkust | Costa Rica – Engeland | Ecuador – Frankrijk     | Bosnië – Iran          | Portugal – Ghana       | Algerije – Rusland      |
| Achtste finales        |                       |                         |                       |                         |                        |                        |                         |
| Brazilië Chili         | Colombia Uruguay      | Frankrijk Nigeria       | Duitsland Algerije    | Nederland Mexico        | Costa Rica Griekenland | Argentinië Zwitserland | België Verenigde Staten |
| Kwartfinales           |                       |                         |                       |                         |                        |                        |                         |
| Brazilië – Colombia    | Brazilië – Colombia   | Frankrijk – Duitsland   | Frankrijk – Duitsland | Nederland – Costa Rica  | Nederland – Costa Rica | Argentinië – België    | Argentinië – België     |
| Halve finales          |                       |                         |                       |                         |                        |                        |                         |
| Brazilië – Duitsland   | Brazilië – Duitsland  | Brazilië – Duitsland    | Brazilië – Duitsland  | Nederland – Argentinië  | Nederland – Argentinië | Nederland – Argentinië | Nederland – Argentinië  |
| Troostfinale           |                       |                         |                       |                         |                        |                        |                         |
| Brazilië – Nederland   |                       |                         |                       |                         |                        |                        |                         |
| Finale                 |                       |                         |                       |                         |                        |                        |                         |
| Duitsland – Argentinië |                       |                         |                       |                         |                        |                        |                         |

KNVB ·
A-internationals ·
Bondscoaches (m) ·
Topscorers ·
Nederlands vrouwenelftal ·
Bondscoaches (v) ·
Nederland B ·
Olympisch elftal ·
Jong Oranje ·
Nederland –20 ·
Nederland –19 ·
Nederland –18 ·
Nederland –17 ·
Nederland –16 ·
Nederland –15 ·
Nederlands amateurelftal ·
Nederlands zaterdagelftal ·
Jong OranjeLeeuwinnen ·
Vrouwen –20 ·
Vrouwen –19 ·
Vrouwen –18 ·
Vrouwen –17 ·
Vrouwen –16 ·
Vrouwen –15 ·
Militair mannenelftal ·
Militair vrouwenelftal ·
Strandteam ·
Vrouwen Strandteam ·
Futsalteam ·
Vrouwen Futsalteam

EK-wedstrijden ·
WK-wedstrijden ·
Resultaten kwalificaties en eindronden ·
Nederland B-wedstrijden ·
Officieuze wedstrijden ·
EK-wedstrijden vrouwen ·
WK-wedstrijden vrouwen ·
Resultaten vrouwen kwalificaties en eindronden
1905 – 1919 ·
1920 – 1929 ·
1930 – 1939 ·
1940 – 1949 ·
1950 – 1959 ·
1960 – 1969 ·
1970 – 1979 ·
1980 – 1989 ·
1990 – 1999 ·
2000 – 2009 ·
2010 – 2019 ·
2020 – 2029
2015 ·
2016 ·
2017 ·
2018 ·
2019 ·
2020 ·
2021 · 
2022
EK's: 1976 · 
1980 · 
1988 · 
1992 · 
1996 · 
2000 · 
2004 · 
2008 · 
2012 · 
2020 · 
2024
WK's: 1934 · 
1938 · 
1974 · 
1978 · 
1990 · 
1994 · 
1998 · 
2006 · 
2010 · 
2014 · 
2022
OS: 1908 ·
1912 ·
1920 ·
1924 ·
1928 ·
1948 ·
1952 ·
2008
Albanië ·
Andorra ·
Argentinië ·
Armenië ·
Australië ·
België ·
Bosnië en Herzegovina ·
Brazilië ·
Bulgarije ·
Canada ·
Chili ·
China ·
Colombia ·
Costa Rica ·
Curaçao ·
Cyprus ·
DDR ·
Denemarken ·
Duitsland ·
Ecuador ·
Egypte ·
Engeland ·
Estland ·
Faeröer ·
Finland ·
Frankrijk ·
GOS · 
Georgië ·
Ghana ·
Gibraltar ·
Griekenland ·
Hongarije ·
Ierland ·
IJsland ·
Indonesië ·
Iran ·
Israël ·
Italië ·
Ivoorkust ·
Japan ·
Joegoslavië ·
Kameroen ·
Kazachstan ·
Kroatië ·
Letland ·
Liechtenstein ·
Luxemburg ·
Malta ·
Marokko ·
Mexico ·
Moldavië ·
Montenegro ·
Nederlandse Antillen ·
Nigeria ·
Noord-Ierland ·
Noord-Macedonië ·
Noorwegen ·
Oekraïne ·
Oostenrijk ·
Paraguay ·
Peru ·
Polen ·
Portugal ·
Qatar ·
Roemenië ·
Rusland ·
Saarland ·
San Marino ·
Saoedi-Arabië ·
Schotland ·
Senegal ·
Servië en Montenegro ·
Slovenië ·
Slowakije ·
Sovjet-Unie ·
Spanje ·
Suriname ·
Thailand ·
Tsjechië ·
Tsjecho-Slowakije ·
Tunesië ·
Turkije ·
Uruguay ·
Verenigd Koninkrijk ·
Verenigde Staten ·
Wales ·
Wit-Rusland ·
Zuid-Afrika ·
Zuid-Korea ·
Zweden ·
Zwitserland
Argentinië (1978) ·
Argentinië (2006) ·
Argentinië (2014) ·
Argentinië (2022) ·
Australië (2014) ·
Brazilië (2014) ·
Chili (2014) · 
Costa Rica (2014) ·
Denemarken (2010) ·
Denemarken (2012) ·
Duitsland (2012) · 
Ecuador (2022) · 
Frankrijk (2008) ·
Italië (2008) ·
Ivoorkust (2006) ·
Japan (2010) ·
Kameroen (2010) ·
Mexico (2014) · 
Noord-Macedonië (2021) · 
Oekraïne (2021) · 
Oostenrijk (2021) · 
Portugal (2006) ·
Portugal (2012) ·
Portugal (2019) ·
Qatar (2022) ·
Roemenië (2008) ·
Rusland (2008) ·
San Marino (2011) ·
Senegal (2022) ·
Servië en Montenegro (2006) ·
Sovjet-Unie (1988) ·
Spanje (2010) ·
Spanje (2014) ·
Tsjechië (2021) · 
Uruguay (2010) ·
Verenigde Staten (2022) · 
West-Duitsland (1974)
AUF · A-internationals · Selecties · Bondscoaches · Argentijns vrouwenelftal · Olympisch elftal · Argentinië U21 · Argentinië U20 · Argentinië U19 · Argentinië U18 · Argentinië U17
1900 – 1909 ·
1910 – 1919 ·
1920 – 1929 ·
1930 – 1939 ·
1940 – 1949 ·
1950 – 1959 ·
1960 – 1969 ·
1970 – 1979 ·
1980 – 1989 ·
1990 – 1999 ·
2000 – 2009 ·
2010 – 2019 ·
2020 − 2029
WK 1930 · 
WK 1934 · 
WK 1958 · 
WK 1962 · 
WK 1966 · 
WK 1974 · 
WK 1978 · 
WK 1982 · 
WK 1986 · 
WK 1990 · 
WK 1994 · 
WK 1998 · 
WK 2002 · 
WK 2006 · 
WK 2010 · 
WK 2014 · 
WK 2018 ·
WK 2022
OS 1928 · 
OS 1988 · 
OS 1996 · 
OS 2004 · 
OS 2008 · 
OS 2016 · 
OS 2020
1902 · 
1903 · 
1904 · 
1905 · 
1906 · 
1907 · 
1908 · 
1909 ·
1910 · 
1911 · 
1912 · 
1913 · 
1914 · 
1915 · 
1916 · 
1917 · 
1918 · 
1919 ·
1920 · 
1921 · 
1922 · 
1923 · 
1924 · 
1925 · 
1926 · 
1927 · 
1928 · 
1929 ·
1930 · 
1931 · 
1932 · 
1933 · 
1934 · 
1935 · 
1936 · 
1937 · 
1938 · 
1939 ·
1940 · 
1941 · 
1942 · 
1943 · 
1944 · 
1945 · 
1946 · 
1947 · 
1948 · 1949 · 
1950 · 
1951 · 
1952 · 
1953 · 
1954 · 
1955 · 
1956 · 
1957 · 
1958 · 
1959 ·
1960 · 
1961 · 
1962 · 
1963 · 
1964 · 
1965 · 
1966 · 
1967 · 
1968 · 
1969 ·
1970 · 
1971 · 
1972 · 
1973 · 
1974 · 
1975 · 
1976 · 
1977 · 
1978 · 
1979 ·
1980 · 
1981 · 
1982 · 
1983 · 
1984 · 
1985 · 
1986 · 
1987 · 
1988 · 
1989 ·
1990 ·
1991 · 
1992 · 
1993 · 
1994 · 
1995 · 
1996 · 
1997 · 
1998 · 
1999 · 
2000 · 
2001 · 
2002 · 
2003 · 
2004 · 
2005 · 
2006 · 
2007 · 
2008 · 
2009 · 
2010 · 
2011 · 
2012 · 
2013 · 
2014 ·
2015 ·
2016 ·
2017 ·
2018 ·
2019 ·
2020 ·
2021 ·
2022 ·
2023
Albanië ·
Algerije ·
Angola ·
Australië ·
België ·
Bolivia ·
Bosnië en Herzegovina · 
Brazilië ·
Bulgarije ·
Canada ·
Chili ·
China ·
Colombia ·
Costa Rica · 
Curaçao ·
Denemarken ·
DDR ·
Duitsland ·
Ecuador ·
Egypte ·
El Salvador ·
Engeland ·
Estland ·
Frankrijk ·
Ghana ·
Griekenland ·
Guatemala ·
Haïti ·
Honduras ·
Hongarije ·
Hongkong ·
Ierland ·
IJsland ·
India ·
Indonesië ·
Irak ·
Iran ·
Israël ·
Italië ·
Ivoorkust ·
Jamaica ·
Japan ·
Joegoslavië ·
Kameroen ·
Kroatië ·
Libië ·
Litouwen · 
Marokko ·
Mexico ·
Nederland ·
Nicaragua ·
Nigeria ·
Noord-Ierland ·
Noorwegen ·
Oostenrijk ·
Panama ·
Paraguay ·
Peru ·
Polen ·
Portugal · 
Qatar ·
Roemenië ·
Rusland · 
Saoedi-Arabië · 
Schotland ·
Servië en Montenegro ·
Singapore ·
Slovenië ·
Slowakije ·
Sovjet-Unie ·
Spanje ·
Trinidad en Tobago ·
Tsjecho-Slowakije ·
Tunesië ·
Uruguay ·
Venezuela ·
Verenigde Arabische Emiraten ·
Verenigde Staten ·
Wales ·
Wit-Rusland · 
Zuid-Afrika ·
Zuid-Korea ·
Zweden ·
Zwitserland
Australië (2022) ·
België (2014) ·
Bosnië en Herzegovina (2014) ·
Brazilië (1982) ·
Brazilië (2005) ·
Denemarken (1995) ·
Duitsland (2006) ·
Duitsland (2014) ·
Frankrijk (2018) ·
Frankrijk (2022) ·
IJsland (2018) ·
Iran (2014) ·
Italië (1982) ·
Ivoorkust (2006) ·
Kroatië (2018) ·
Kroatië (2022) ·
Mexico (2006) ·
Nederland (1978) ·
Nederland (2006) ·
Nederland (2014) ·
Nederland (2022) ·
Nigeria (2010) ·
Nigeria (2014) ·
Nigeria (2018) ·
Saoedi-Arabië (1992) ·
Saoedi-Arabië (2022) · 
Servië en Montenegro (2006) ·
West-Duitsland (1986) · West-Duitsland (1990) ·
Zwitserland (2014)